# Gabriel Ripstein
Pour les articles homonymes, voir Ripstein.
Gabriel Ripstein, né à Mexico (Mexique) en 1972, est un réalisateur, scénariste, monteur et producteur mexicain.

## Biographie
Gabriel Ripstein est le fils du cinéaste Arturo Ripstein.

## Filmographie partielle

### Comme réalisateur
- 2015 : 600 millas (aussi producteur, scénariste et monteur)

## Récompenses et distinctions
- Meilleur réalisateur au Festival international du film de Thessalonique 2015 pour 600 miles.